# Wilbur Soot
Wilbur Soot alias van William (Will) Patrick Spencer Gold (Suffolk, 14 september 1996) is een Brits youtuber, streamer en zanger van de door hem opgerichte indiegroep Lovejoy.

## Carrière

### YouTube
Gold maakte zijn eerste YouTube-kanaal aan in 2008 samen met een vriend van hem genaamd Settings66. In 2011 startte hij samen met een vriendin het kanaal Minecraft and Donuts waarop hij verschillende Minecraftvideo's maakte. Later volgde nog kanalen als ALittleBritOfWill met enkele vlogs en Wilbur Music in 2017 waarop hij muziek uitbracht. Het album Your City Gave Me Asthma werd hierop uitgebracht en later door tal van andere youtubers gecoverd. En SootHouse een kanaal waar hij samen met andere reageerde op redditposts en waar hij de hoofdeditor was.
In 2019 was hij een drijvende kracht achter de SMPEarth waar verschillende Minecraftstreamers samen op speelde en content maakten. De privateserver werd gestopt in 2020 maar publieke servers werden wel voort gezet. Later dat jaar werd hij onderdeel van de Dream SMP waar hij opnieuw samen met mede Minecraftstreamers verhalen en uitdagingen deed op een minecraftserver. Naast zijn bezigheden op deze servers is hij ook actief op de Origins SMP. Andere video's bestaan uit het spelen van andere games en uitdagingen met medeyoutubers en muziekvideo's. Naast zijn YouTube-kanaal is hij een actief streamer op Twitch.
Hij nam meermaals deel aan de Minecraft Championships (MCC) en Minecraft Mondays. Hij won twee keer het MCC in MCC 4 en MCC 12.

### Muziek
Soot uploadt tevens zijn muziek naar zijn kanaal op YouTube. In 2020 scoorde hij een bescheiden hit met het nummer 'Your New Boyfriend'. In hetzelfde jaar richtte hij de indierockband Lovejoy op. Een jaar later verscheen hun eerste ep Are You Alright?, nog dat jaar gevolgd door de ep Pebble Brain. Alle nummers van beide ep's werden als single uitgebracht. De band wist in zowel de Verenigde Staten als in meerdere Europese landen de hitlijsten te behalen.

## Discografie

### Ep's
| Ep                       | Jaar | Toppositie |
| Ep                       | Jaar | LT         |
| ------------------------ | ---- | ---------- |
| Maybe I Was Boring       | 2019 | —          |
| Your City Gave Me Asthma | 2020 | 31         |

### Singles
| Single                                   | Jaar | Album              | Toppositie | Toppositie | Toppositie | Toppositie |
| Single                                   | Jaar | Album              | GB         | GB indie   | IE         | LT         |
| ---------------------------------------- | ---- | ------------------ | ---------- | ---------- | ---------- | ---------- |
| 'The Nice Guy Ballad'                    | 2018 | —                  | —          | —          | —          | —          |
| 'I Am Very Smart'                        | 2019 | —                  | —          | —          | —          | —          |
| 'Maybe I Was Boring'                     | 2019 | Maybe I Was Boring | —          | —          | —          | —          |
| 'Karen, Please Come Back I Miss the Kids | 2019 | —                  | —          | —          | —          | —          |
| 'I'm in Love with an E-Girl'             | 2020 | —                  | —          | —          | —          | —          |
| 'Internet Ruined Me'                     | 2020 | —                  | —          | —          | —          | —          |
| 'Your New Boyfriend'                     | 2020 | —                  | 65         | 10         | 100        | 93         |
| 'Soft Boy'                               | 2022 | —                  | —          | —          | —          | —          |

## Erelijst
- Minecraft Championship 4
- Minecraft Championship 12